# 東大阪市立孔舎衙中学校
東大阪市立孔舎衙中学校（ひがしおおさかしりつ くさかちゅうがっこう）は、大阪府東大阪市善根寺町一丁目にある公立中学校。生駒山地のふもとに位置している。

## 通学区域
- 池之端町1~4番、池之端町5~11番、日下町一丁目1~8番、9番1~20号、22~55号、日下町一丁目9番21号(石切東小学校及び石切中学校の通学区域を除く。)、日下町二~三丁目、日下町四~五丁目、日下町六丁目1~7番、日下町六丁目8~10番、日下町七~八丁目、善根寺町一丁目、善根寺町二~五丁目、善根寺町六丁目、布市町一~四丁目、元町一~二丁目[1]

## 小学校
東大阪市立孔舎衙小学校、東大阪市立孔舎衙東小学校から進学。

## 著名な出身者
- 井山裕太 - 囲碁棋士
- 仲根かすみ - 元グラビアアイドル（途中で東京都内の中学校へ転校）
- 登里享平 - サッカー選手
- 藤春廣輝 - サッカー選手

## 交通
- 近鉄バス 善根寺バス停
- 近鉄奈良線 石切駅 北へ約2km。